# Colomby-sur-Thaon
Colomby-sur-Thaon är en kommun i departementet Calvados i regionen Normandie i norra Frankrike. Kommunen ligger i kantonen Creully som ligger i arrondissementet Caen. År 2017 hade Colomby-sur-Thaon 382 invånare.

## Befolkningsutveckling
Antalet invånare i kommunen Colomby-sur-Thaon
Referens: INSEE